# Dražen Katunarić
 (juin 2024).
La mise en forme du texte ne suit pas les recommandations de Wikipédia : il faut le « wikifier ».
Les points d'amélioration suivants sont les cas les plus fréquents. Le détail des points à revoir est peut-être précisé sur la page de discussion.
- Les titres sont pré-formatés par le logiciel. Ils ne sont ni en capitales, ni en gras.
- Le texte ne doit pas être écrit en capitales (les noms de famille non plus), ni en gras, ni en italique, ni en « petit »…
- Le gras n'est utilisé que pour surligner le titre de l'article dans l'introduction, une seule fois.
- L'italique est rarement utilisé : mots en langue étrangère, titres d'œuvres, noms de bateaux, etc.
- Les citations ne sont pas en italique mais en corps de texte normal. Elles sont entourées par des guillemets français : « et ».
- Les listes à puces sont à éviter, des paragraphes rédigés étant largement préférés. Les tableaux sont à réserver à la présentation de données structurées (résultats, etc.).
- Les appels de note de bas de page (petits chiffres en exposant, introduits par l'outil «  Source ») sont à placer entre la fin de phrase et le point final[comme ça].
- Les liens internes (vers d'autres articles de Wikipédia) sont à choisir avec parcimonie. Créez des liens vers des articles approfondissant le sujet. Les termes génériques sans rapport avec le sujet sont à éviter, ainsi que les répétitions de liens vers un même terme.
- Les liens externes sont à placer uniquement dans une section « Liens externes », à la fin de l'article. Ces liens sont à choisir avec parcimonie suivant les règles définies. Si un lien sert de source à l'article, son insertion dans le texte est à faire par les notes de bas de page.
- La présentation des références doit suivre les conventions bibliographiques. Il est recommandé d'utiliser les modèles {{Ouvrage}}, {{Chapitre}}, {{Article}}, {{Lien web}} et/ou {{Bibliographie}}. Le mode d'édition visuel peut mettre en forme automatiquement les références.
- Insérer une infobox (cadre d'informations à droite) n'est pas obligatoire pour parachever la mise en page.

Pour une aide détaillée, merci de consulter Aide:Wikification.
Si vous pensez que ces points ont été résolus, vous pouvez retirer ce bandeau et améliorer la mise en forme d'un autre article.
Dražen Katunarić, né le 25 décembre 1954 à Zagreb, est un poète, essayiste, romancier et éditeur croate.

## Biographie

### Naissance et éducation
Dražen Katunarić naît le 25 décembre 1954 à Zagreb. Il effectue ses études scolaires et obtient son baccalauréat entre 1969 et 1973 à Zagreb. Il commence en 1978 ses études supérieures en philosophie à l'université des sciences humaines de Strasbourg. Il effectue une maîtrise en philosophie et écrit un mémoire intitulé « Dostoïevski et la philosophie du souterrain », avec comme directeur de mémoire Jean-Luc Nancy.

### Carrière
En 1991, Dražen Katunarić commence sa carrière en tant que rédacteur de la revue littéraire « Lettre internationale – édition croate » et de 1993 à 2002, il est rédacteur en chef de la revue littéraire à « Most/The Bridge ». En 1996, il passe à la rédaction en chef de l'édition croate de la revue « Le Messager européen ». Enfin, de 2001 à 2006, il est vice-président du centre PEN croate.
Le 16 mai 2024, il est  élu à L'Académie croate des sciences et des arts.

## Publications
Il publie depuis 1980 des poèmes, des essais, des récits de voyage, des romans, des nouvelles, des articles dans des revues littéraires croates et étrangères. Ses ouvrages sont traduits en français, italien, anglais, espagnol, allemand, albanais, bulgare, hongrois, roumain, slovaque, slovène, ou encore en corse.

## Livres publiés
- Bacchus in marble (poèmes), Zagreb, 1983
- Sablière (poèmes), Zagreb, 1985
- Imposture (poèmes), Zagreb, 1987
- Haute mer (poèmes), Zagreb, 1988
- Psaumes (poèmes), Zagreb, 1990
- Voix escarpée (poèmes), Zagreb, 1991
- La maison du déclin, (essai), Zagreb, 1992
- Ciel/Terre (poèmes), Zagreb, 1993
- Église, rue, jardin zoologique (récits de voyage), Zagreb, 1994
- Le retour du barbarogénie (essai), Zagreb, 1995
- Le retour du barbarogénie (poèmes), Zagreb, 1996
- Diocletian's Palace (essai), Zagreb-Split, 1997
- L'histoire de la grotte (essai), Zagreb, 1998
- La glu du rossignol (poèmes), Zagreb, 1999
- Poésies choisies (poèmes), Zagreb, 1999
- Parabole (poèmes) Zagreb, 2001
- Ecclésia invisibilis (poèmes), Academia Orient. Occident, Bucurest, 2001
- Les images fatales (roman), Zagreb, 2002
- Isolomania (poèmes), Albiana, Ajaccio, France, 2004
- Cherries (poèmes), Blue Aster Press, N.Y., 2004
- Le baume du tigre (nouvelles), Zagreb, 2005
- Lyre/Délire (poèmes), Zagreb, 2006
- La mendiante (roman), Zagreb, 2009[4]
- Die Bettlerin, Leykam, Graz, 2009
- Infernet et autres textes (essai), Zagreb, 2010[5]
- Chronos (poèmes), Zagreb, 2011
- Un jour il y eut la nuit (poèmes), 2015
- Le sourire de Padre Pio (roman), Zagreb, 2017
- Le signe dans l'ombre (poèmes), Zagreb, 2017
- Adieu au désert (roman), Zagreb, 2021
- Que m'a chuchoté Zeus? (poèmes), Zagreb, 2023

## Publications en français
Liste non exhaustive

### Livres en français
- Imposture (poésie), Collection Biškupić, Zagreb, 1987
- Ciel/Terre (poésie), L'Arbre à paroles, Amay, 2008
- Le baume du tigre (nouvelles), Éditions M.E.O., Bruxelles, 2009
- La mendiante (roman), Éditions M.E.O, Bruxelles, 2012[6]
- La maison du déclin (essai), Éditions M.E.O., Bruxelles, 2017[7]
- Je reste plus longtemps dans la mer (poèmes), L'Ollave, Lyon, 2022

### Essais dans des revues
- Le geste de Pilate, Le Messager européen, 6/1992
- Marsyas à Paris, Le Messager européen, 7/1993
- Au nom du barbarogénie, Le croquant, 18/1995
- Le psychanalyste et la mort, Le Messager européen, 9/1995
- « Underground » de Kusturica ou la nostalgie de l'âme slave, Esprit, 1/97

### Poésies
- Imposture, Collection Biškupić, 1987
- La jeune poésie croate, in Migrations littéraires, 4/1988
- Les Soleils d'Illyrie (anthologie de poésie croate, choix de Claude Fishera), Strasbourg, 1992
- En ces temps du terrible (anthologie de la poésie croate de guerre), Editions Autres temps, 1996
- Le Journal des poètes, (choix de poésies), novembre 1998
- Revue Europe, Poètes de Croatie, 8/9, 2002
- Anthologie de la poésie croate contemporaine, Caractères, Paris, 2003
- Voix croisée Croatie-France, Douze poètes croates, revue Autre Sud, Hors-série., Marseille, décembre 2009.

## Prix
- 1984 : Prix de poésie « Branko Radičević » pour le meilleur premier livre de poésie en Yougoslavie
- 1994 : Prix « Tin Ujević » de l'Association des écrivains croates pour le meilleur livre de poésie
- 1995 : Prix de la « Delhi Telugu Academy » pour la littérature
- 1999 : Prix « Matrix croatica » pour le meilleur livre de poésie
- 1999 : Prix « Cercle européen »
- 2002 : Prix « Menada» de la Manifestation Littéraire Internationale "Ditet E Naimit" – Tetove pour « la valeur spécifique de la poésie »
- 2009 : Prix Steiermarkische Sparkasse pour le roman Die Bettlerin traduit en allemand.
- 2015 : Prix « Balkanica » de la Société des écrivains roumains
- 2018 : Prix « Dragutin Tadijanović » de l'Académie croate des sciences et des arts pour le livre Le signe dans l'ombre.
- 2022 : Prix « Couronne d'olive pour la poésie », Croatia rediviva, Selce.
- 2023 : Finaliste du prix « Mallarmé » avec le livre Je reste plus longtemps dans la mer.

## Honneurs
- Ordre de Marko Marulić (1996, insigne remise par le président de la République croate)
- Chevalier de l'ordre des Arts et des Lettres (1999)